# أزتريونام

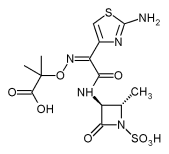

أزتريونام (بالإنجليزية: Aztreonam)‏ هو مضاد حيوي.

## الاستعمال
- علاج المرضى المصابين بإنتانات ناجمة عن العصيات الهوائية السلبية الغرام الذين لديهم مضاد استطباب لاستخدام بيتا لاكتام (فرط الحساسية للبنسلينات والسيفالوسبورينات).
- علاج انتانات السبيل البولي إنتانات السبيل التنفسي السفلي وإنتان الدم وإنتانات الجلد والنسج الرخوة وإنتانات داخل البطن وإنتانات التنفس.
- يشرك مع غيره من الأدوية لعلاج الحمى المجهولة السبب عند مرضى قلة العدلات.

## آليته
يثبط تصنيع الجدار الخلوي الخاص بالعامل الممرض خلال مرحلة التناسخ الفعال مما يؤدي لتخربه.

## الحرائك الدوائية
- الامتصاص: يمتص بشكل جيد يلي حقنه العضلي، وإن حقنه الوريدي والعضلي يعطيان تركيزاً مصلياً متساوياً في الحالتين.
- التوزع:

1. الولدان: 0.26-0.36 ليتر/كغ.
2. الأطفال: 0.2-0.29 ليتر/كغ.
3. البالغين: 0.2 ليتر/كغ.
4. ينتشر بشكل جيد إلى السائل الدماغي الشوكي فقط عندما تكون السحايا ملتهبة.

- الارتباط البروتيني: 56%.
- الاستقلاب: جزئي.
- العمر النصفي:

1. الوليد <7أيام: 5.5-9.9 ساعة.
2. الرضيع بعمر أسبوع إلى شهر: 2.4 ساعة.
3. الطفل بعمر شهرين إلى 12سنة: 1.7ساعة.
4. البالغ بوظيفة كلوية طبيعية: 1.7-2.9ساعة.
5. البالغ المصاب بداء كلوي بمراحله النهائية: 6-8 ساعات.

- يصل تركيزه المصلي لذروته بعد 60دقيقة من حقنه العضلي أو الوريدي، وبعد 90دقيقة على البدء بتسريبه وريدياً.
- الإطراح: 60-70% غير متبدل ضمن البول، وتطرح كمية قليلة مع البراز.

## الحمل
ينتمي لأدوية المجموعة B

## مضادات الاستطباب
فرط الحساسية له أو لأحد مكوناته.

## تحذيرات
1. تحري فرط الحساسية لبقية بيتالاكتاماز، قد يبدي حساسية متصالبة مع البنسلينات أو السيفالوسبورينات.
2. يجب تخفيض الجرعة عند المصاب باضطراب الوظيفة الكلوية.

## الآثار الجانبية
-	تحدث بنسبة 1-10%:
- جلدية: طفح.
- هضمية: إسهال، غثيان، إقياء.
- موضعية: التهاب وريدي خثري، ألم عند موضع الحقن.

- تحدث بنسبة تقل عن 1%:
- قلبية وعائية: انخفاض التوتر الشرياني.
- عصبية مركزية: اختلاجات، تخليط، صداع، دوار، أرق، دوام، حمى.
- غدية استقلابية: مضض الثديين.
- هضمية: التهاب كولون غشائي كاذب، قرحات قلاعية، الإحساس بمذاق غريب، البخر، تنمل اللسان.
- بولية تناسلية: التهاب المهبل.
- كبدية: التهاب الكبد، يرقان، ارتفاع تراكيز الخمائر الكبدية.
- دموية: قلة الصفيحات، كثرة الحمضات، قلة الكريات البيض، قلة العدلات.
- عصبية عضلية: آلام عضلية، ضعف.
- عينية: ضفع.
- أذنية: طنين.
- تنفسية: عطاس.
- متنوعة: تأق.

## الجرعة
- الأطفال بعمر يزيد عن شهر: حقن عضلي أو وريدي بجرعة 90-120 ملغ/كغ/يوم (3-4دفعات). يعطى في حالة لداء الكيسي بجرعة 50ملغ/كغ كل 6-8 ساعات (الجرعة اليومية القصوى 6-8غ/يوم)
- البالغين:

1. إنتان السبيل البولي: حقن عضلي أو وريدي بجرعة 500-1000 ملغ كل 8-12 ساعة.
2. إنتانات جهازية متوسطة الشدة: 1غ حقن عضلي أو وريدي كل 8-12 ساعة.
3. إنتانات جهازية شديدة أو مهددة للحياة (ولا سيما تلك الناتجة عن الزوائف الزنجارية): حقن وريدي 2غ كل 6-8 ساعات (الجرعة القوى 8غ /يوم)

- تعدل الجرعة عند المصاب بالقصور الكلوي:

1. تصفية الكرياتينين 30-50 مل/د: يعطى بفواصل 12ساعة.
2. تصفية الكرياتينين 10-30 مل/د: يعطى بفواصل 24ساعة.
3. تصفية الكرياتينين تقل عن 10 مل/د: يعطى بفواصل 48ساعة.

- تزال حوالي 20-50% من جرعته بالديلزة الدموية، لذلك يعطى المريض جرعة داعمة بعدها، أما إذا كان المريض موضوع على الديلزة البريتوانية فيعامل معاملة المريض الذي تقل تصفية الكرياتينين لديه عن 10مل/د.
- يمكن حقنه وريدياً على مدى 3-5 دقائق أو تسريبه على مدى 20-60 دقيقة بتركيز لا يزيد عن 20ملغ/د.

## فرط الجرعة/الانسمام
اختلاجات، يمكن خفض تركيزه المصلي باللجوء للديلزة.

## المستحضرات الصيدلانية
بودرة معدة للحقن: 500ملغ (15مل، 100مل)، 1غ (15مل، 100مل)، 2غ (15مل، 100مل).

## المراقبة
يجب مراقبة اختبارات وظائف الكبد بشكل دوري.

## الثبات
1. يكون المحلول المعد للحقن عديم اللون أو بلون أصفر قشي فاتح، وقد يتحول للون أرجواني مع مرور الوقت دون أن يشير ذلك إلى فساه أو تأثر قوته.
2. يستخدم المحلول المعد للحقن أو التسريب الوريدي (ضمن محلول سالين الفزيولوجي أو محلول ديكستروز 5%) خلال 48 ساعة من حفظه ضمن حرارة الغرفة (25م) أو خلال 7أيام من حفظه ضمن البراد بدرجة حرارة 4م.